# 파딜라
안니아 아우렐리아 파딜라(Annia Aurelia Fadilla), 흔히 파딜라 (159년 – 211년 이후)는 마르쿠스 아우렐리우스와 소 파우스티나 사이에서 태어난 딸 중 한 명이다. 루킬라와 콤모두스의 자매이기도 하다. 이모인 아우렐리아 파딜라를 기념하여 이름 붙여졌다. 그녀의 코그노멘인 파딜라는 그녀의 어머니 그리고 안토니누스 피우스의 이복 자매의 코그노멘이기도 하다. 외조부모는 안토니누스 피우스와 대 파우스티나이고 조부모는 도미티아 루킬라와 법무관을 지낸 마르쿠스 안니우스 베루스이다.

## 생애
파딜라는 로마에서 태어나고 자랐다. 아버지의 재위 시기에, 그녀는 원로원 의원이던 마르쿠스 페두카이우스 퀸틸리우스와 혼인하였는데, 그는 집정관 두 차례, 아우구르 한 번을 지냈고, 그녀의 아버지와 같이 161년부터 169년까지 공동 통치를 하였고 입양을 통해서는 숙부이기도 했던 루키우스 베루스의 조카이기도 하였다. 또한 플라우티우스 퀸틸리우스의 어머니는 루키우스 베루스의 자매인 케이오니아 파비아였다. 파딜라는 혼인 중에 아들 퀸틸리우스 그리고 딸 플라우티아 세르빌라 등 각 한 명을 낳았다.
아버지가 180년에 사망하자, 남아있던 형제인 콤모두스가 로마 황제 자리를 이어받았다. 콤모두스 재위 동안, 파딜라와 그녀의 가족은 카피톨리노 언덕에 있던 저택에 살았으며, 이후에 이 저택은 후대의 로마 황제인 엘라가발루스가 어머니의 거처 중 하나로 그의 어머니에게 수여되었다. 파딜라의 남편은 콤모두스의 주요 참모 중 한 명이 되었다.
헤로디아노스에 따르면 (로마 제국사 1.13.1), 파딜라는 콤모두스에게 친위대 사령관인 마르쿠스 아우렐리우스 클레안데르가 너무나 세력이 강해졌다고 경고를 했었다고 한다. 자매 중 한 명의 도움을 받아, 그녀는 189년에 콤모두스 제거를 목표로 한 왕실 음모를 밝혀냈다.

## 참고 문헌
- “Women of History - F”. A Bit of History.
- Lendering, Jona (2007). “Fadilla”. 《Jona Lendering》. Livius.org. 2007년 10월 29일에 원본 문서에서 보존된 문서. 2023년 8월 12일에 확인함.